# Liliane Dietz
Liliane Dietz (auch Lilliane Dietz oder Lilian Dietz; * 18. August 1911 als Emilie Dietz in Stockstadt am Rhein; † nach 1938) war eine deutsche Filmschauspielerin.

## Leben
1932 bekam sie in Erich Engels Film Das Milliontestament ihre erste Filmrolle. Im Jahr darauf wirkte sie in einer Hauptrolle an der Seite von Vittorio de Sica und dem italienischen Startenor Giacomo Lauri-Volpi in der deutsch-italienischen Co-Produktion Das Lied der Sonne mit. Auch in der italienischen Variante dieses Films war sie in der Hauptrolle zu sehen. Es folgten allerdings nur noch drei weitere Filme.
Von 1934 bis zur Scheidung im April 1939 war sie mit dem Ingenieur (1923) und späteren Journalisten Rudi Schmeißer verheiratet.

## Filmografie
- 1932: Das Milliontestament (Regie: Erich Engel)
- 1933: Das Lied der Sonne (Regie: Max Neufeld)
- 1933: La canzone del sole (Regie: Max Neufeld)
- 1933: Wenn du jung bist, gehört dir die Welt
- 1934: Das verlorene Tal
- 1936: Donaumelodien (Regie: Willy Reiber)